# Kurt Schwabe
Kurt Schwabe (* 29. Mai 1905 in Reichenbach (Vogtland); † 4. Dezember 1983 in Meinsberg) war ein deutscher Chemiker und gilt als Pionier der elektrochemischen Sensorik.

## Leben

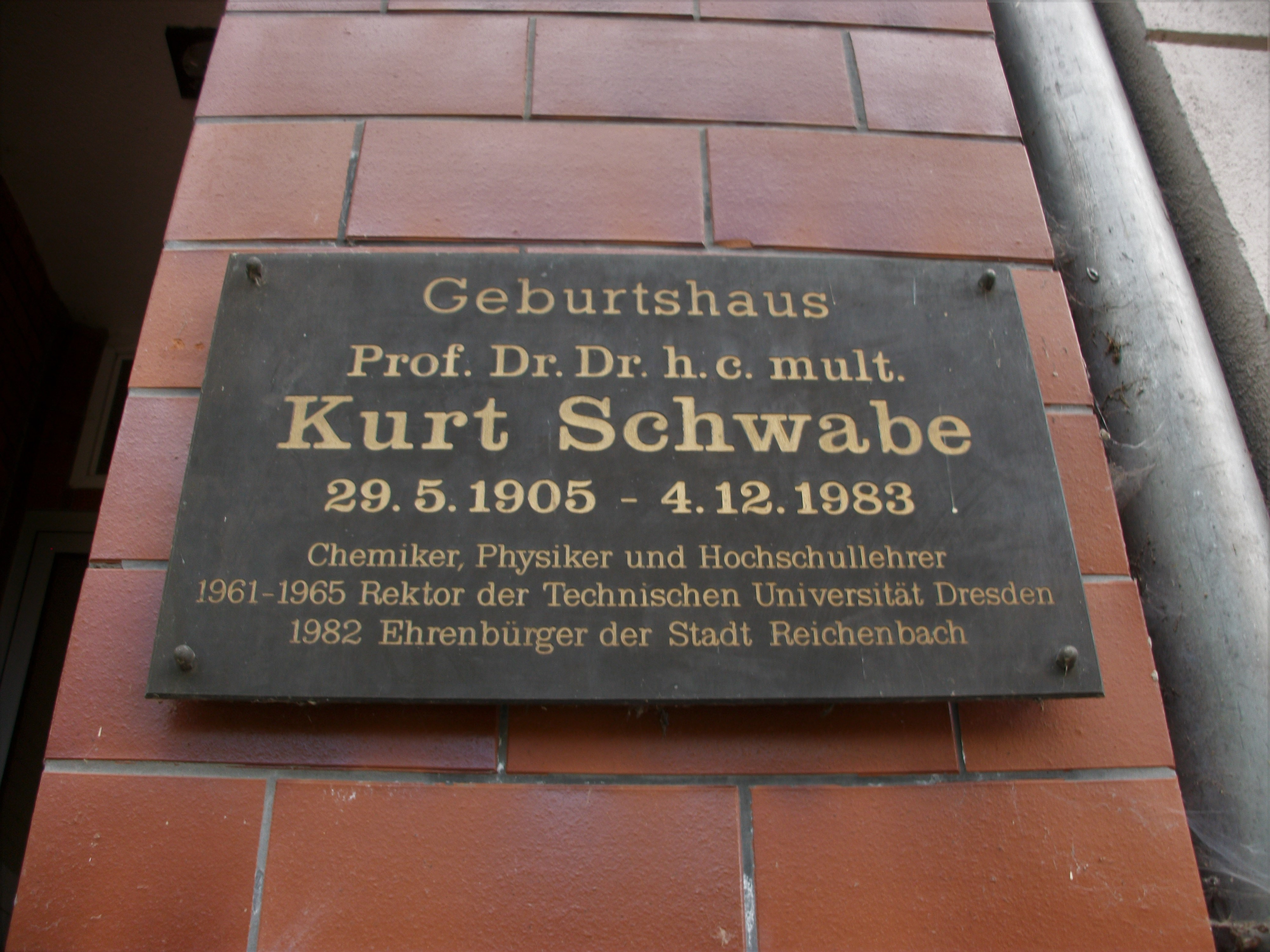
Reichenbach im Vogtland, Birkenstraße 3 (Geburtshaus Kurt Schwabe), Infotafel

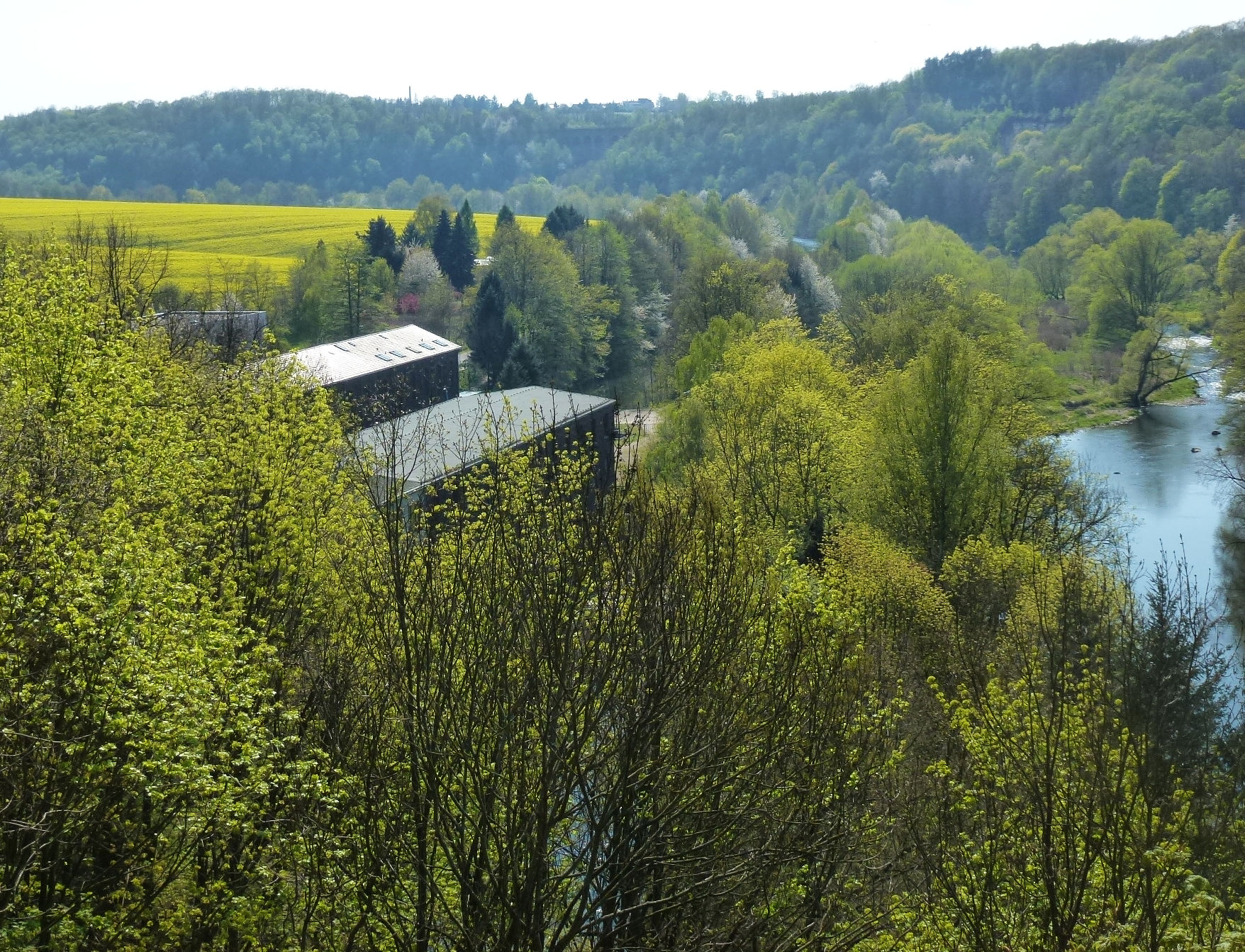
Kurt-Schwabe-Institut in Meinsberg

Nach dem Schulbesuch von 1912 bis 1924 auf dem Realgymnasium Reichenbach studierte er bis 1927 in Dresden Chemie. 1927 bekam er unter Erich Müller das Diplom für seine Arbeit „Über die katalytische Spaltung und anodische Oxydation der Ameisensäure“ verliehen und wurde 1928 mit der Arbeit „Über die Aufnahmefähigkeit der Platinmetalle für Wasserstoff“ promoviert.  Nach seinen eigenen Worten war dieser schnelle Abschluss nur mit persönlichem Einsatz und Verzicht erreicht.

„Während andere Fußball spielten, saß ich über meinen Studien.“

1933 habilitierte er mit der Schrift „Über das anodische Verhalten der Metalle in gesättigten Lösungen ihrer Salze“. Wegen seiner Weigerung, sich dem nationalsozialistischen Dozentenbund anzuschließen, wurde er von der Technischen Hochschule Dresden exmittiert und nahm eine Tätigkeit als Industriechemiker in der Papierfabrik Kriebstein auf. Nachdem er im November 1933 das Bekenntnis der deutschen Professoren zu Adolf Hitler unterzeichnet hatte, wurde er Privatdozent an der TH Dresden. 1939 wurde er außerordentlicher Professor für chemische Technologie an der TH Dresden. Im Jahr 1940 trat er der NSDAP bei.
1944 gründete er das „Forschungsinstitut für chemische Technologie“ (seit 1990 „Kurt-Schwabe-Institut“) in Meinsberg und war bis zu seinem Tod dessen Leiter. Schwabe wurde 1949 zum Professor an der Technischen Hochschule Dresden (später TU Dresden) und zum Direktor des „Institut für Elektrochemie und Physikalische Chemie“ an der Hochschule ernannt. 1953 wurde er Mitglied der Deutschen Akademie der Wissenschaften. 1956 wurde er zum Mitglied der Deutschen Akademie der Naturforscher Leopoldina gewählt. Von 1959 bis 1969 war Kurt Schwabe Direktor des „Institut für Radiochemie“ im Zentralinstitut für Kernforschung (ZfK) in Rossendorf und von 1961 bis 1965 Rektor der Technischen Universität Dresden. 1965 wurde er Präsident der Sächsischen Akademie der Wissenschaften, ein Amt, das er bis 1980 innehatte. Der Professor-Schwabe-Preis der TU Dresden wurde von ihm gestiftet.

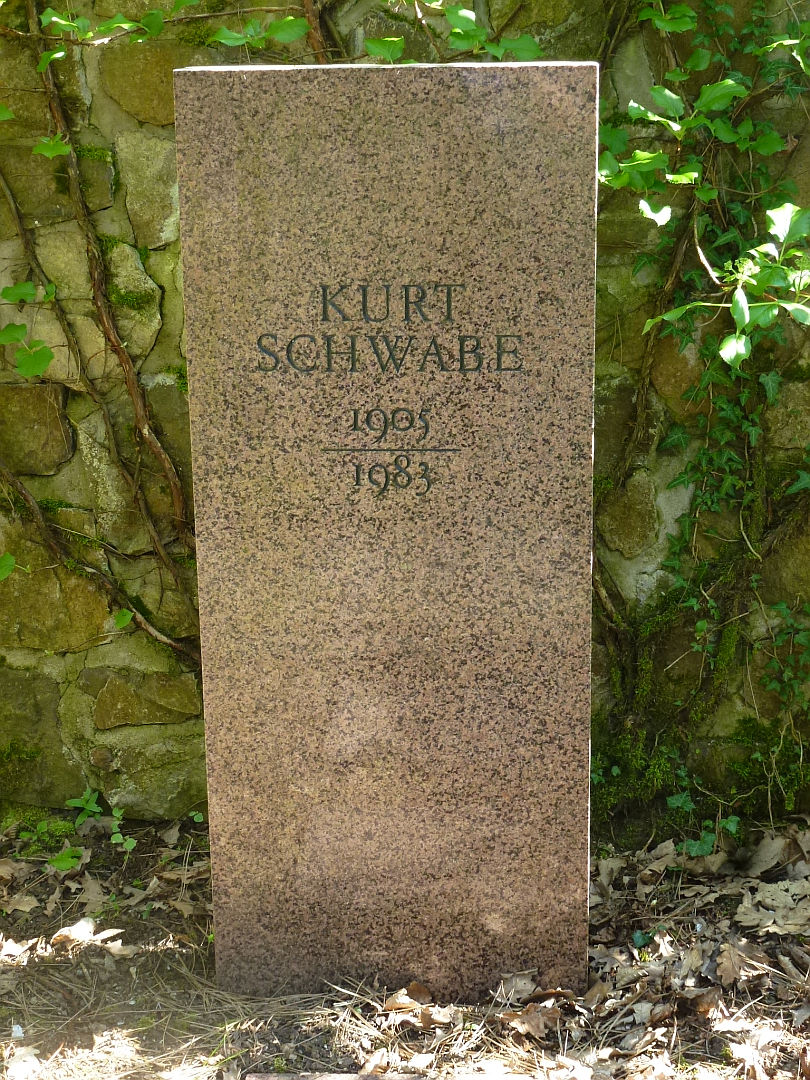
Grabstein in Meinsberg

Ab 1965 bis 1971 war Schwabe auch Direktor der von ihm gegründeten „Zentralstelle für Korrosionsschutz Dresden“ (seit 1990 „Institut für Korrosionsschutz Dresden GmbH“). Als Emeritus war er ab 1970 bis 1983 am Forschungsinstitut Meinsberg tätig, dem er vorher als Direktor vorstand. 1971 wurde Schwabe zum Vizepräsidenten der Akademie der Wissenschaften der DDR ernannt und 1980 bis zu seinem Tode war er Vizepräsident der International Society of Electrochemistry.
Bereits in den 1960er Jahren war die Forschung zu Brennstoffzellen ein Thema seiner Arbeiten.
Zu seinen Schülern zählten Kurt Drescher, Christian Weißmantel, Gerhard Kreysa.

## Auszeichnungen und Ehrungen
- 1954 Nationalpreis der DDR II. Klasse für Wissenschaft und Technik
- 1960 Clemens-Winkler-Medaille der Chemischen Gesellschaft der DDR
- 1961 Nationalpreis der DDR I. Klasse für Wissenschaft und Technik
- 1963 Ehrendoktor der Technischen Hochschule Karl-Marx-Stadt[7]
- 1964 Ehrentitel Held der Arbeit
- 1974 Ehrendoktor der Technischen Hochschule „Carl Schorlemmer“ Leuna-Merseburg
- 1975 Vaterländischer Verdienstorden in Gold
- 1975 Ehrendoktor der Technischen Universität Dresden; Ehrenmitglied der Chemischen Gesellschaft der DDR
- 1979 Ehrensenator der Technischen Universität Dresden
- 1980 Ehrendoktor der Bergakademie Freiberg; Johannes-Stroux-Medaille der Akademie der Wissenschaften der DDR; Karl-Marx-Orden
- 1982 Ehrenbürger der Stadt Reichenbach im Vogtland
- 2008 Ehrenbürger der Stadt Waldheim

Die Sächsische Akademie der Wissenschaften vergibt seit 1983 den Kurt-Schwabe-Preis „zur Würdigung hervorragender wissenschaftlicher oder technischer Leistungen und hoher Verdienste zur Erhaltung der Natur und ihrer Ressourcen“.

## Veröffentlichungen
- Fortschritte der pH-Meßtechnik. 4. Auflage. pH-Meßtechnik. Verlag Theodor Steinkopff, Dresden / Leipzig 1976.
- Polarographie und chemische Konstitution organischer Verbindungen. Akademie-Verlag, Berlin 1957.
- pH-Fibel. 4., verbesserte u. erweiterte Auflage. VEB Deutscher Verlag für Grundstoffindustrie, Leipzig 1962.
- als Herausgeber: Korrosionsschutzprobleme. VEB Deutscher Verlag für Grundstoffindustrie, Leipzig 1969.
- mit H.-W. Kammer: Einführung in die Statistische Thermodynamik. Akademie-Verlag, Berlin 1971.
- Physikalische Chemie. Band 1. Akademie-Verlag, Berlin 1973.
- Physikalische Chemie. Band 2: Elektrochemie. Akademie-Verlag, Berlin 1975.
- Physikalische Chemie. Band 3: Aufgabensammlung. Akademie-Verlag, Berlin 1974.
- pH-Messung. (= Wissenschaftliche Taschenbücher, Reihe Chemie. Band 247). Akademie-Verlag, Berlin 1980.
- mit H.-W. Kammer: Einführung in die Thermodynamik irreversibler Prozesse. (= Wissenschaftliche Taschenbücher, Reihe Chemie. Band 295). Akademie-Verlag, Berlin 1984.